# Мечеть в селе Мамар
Мечеть в селе Мамар (азерб. Məmər məscidi) — мечеть в селении Мамар Губадлинского района Азербайджана, построенная в XVIII веке.
Мечеть внесена в список объектов местного значения согласно решению Кабинета Министров Азербайджанской Республики № 132 от 2 августа 2001 года.
Содержание свиней в мечети во время армянской оккупации вызвало международную реакцию и протесты.

## История мечети
Мечеть Мамар была построена в XVIII веке в селе Мамар района Губадлы.
После советской оккупации в Азербайджане, официальная борьба с религией началась с 1928 года. В декабре того же года Центральный Комитет КП Азербайджана передал многие мечети, церкви и синагоги на баланс клубов для просветительских целей. Если в 1917 году в Азербайджане было 3000 мечетей, то в 1927 году это число сократилось до 1700, в 1928 году — до 1369, а в 1933 году осталось всего 17. Мечеть Мамар также была закрыта для богослужений, и здание использовалось как склад.
После восстановления независимости Азербайджан в 1991 году мечеть была снова передана верующим. Однако 31 августа 1993 года район Губадлы, включая село Мамар, был захвачен Вооружёнными силами Армении. После оккупации мечеть была разрушена, её внутреннее убранство и крыша были уничтожены.
В соответствии с решением Кабинета Министров Азербайджанской Республики № 132 от 2 августа 2001 года, мечеть была внесена в список объектов местного значения.
Во время Второй Карабахской войны 30 октября 2020 года было объявлено об освобождении села Мамар Губадлинского района от оккупации.

### Превращение в свинарник
После освобождения села стало известно, что армяне во время оккупации превратили здание мечети Мамар, относящееся к XVIII веку, в свинарник и держали свиней. Об этом инциденте 6 ноября 2020 года написал в своем Twitter-аккаунте помощник Президента Азербайджанской Республики, начальник отдела внешней политики Президентской Администрации Хикмет Гаджиев. Он отметил, что преобразование религиозно-культурного памятника XVIII века в свинарник стало признаком оскорбления со стороны Армении во время оккупации и призвал ЮНЕСКО, ИСЕСКО и ОИС осудить эти действия.
В ноябре 2020 года депутат Национального собрания Азербайджана и председатель Комитета по культуре Ганира Пашаева также призвала ИСЕСКО и ЮНЕСКО официально высказать свое отношение к подобным инцидентам от имени членов комитета.
Французский фотожурналист Реза Дегати провёл съёмки в селе и так описал в Instagram свои впечатления от посещения мечети:
Мы поднялись на холм и подошли к старой мечети, которая последние 28 лет находилась на территории, оккупированной армянскими войсками. Я зашёл в мечеть и осмотрелся… Пол был в фекалиях, запах вокруг — тяжёлый… Я заметил две большие миски, из которых поили животных. Солдаты рассказали мне, что, когда они открыли мечеть, в ней было полно свиней. Это религиозное место в течение многих лет использовалось армянами как свинарник.
11 ноября Генеральный секретариат Организации исламского сотрудничества выразил глубокую озабоченность состоянием исторических памятников в Карабахе и вокруг него, которые являются неотъемлемой частью исламского наследия. В сообщении организации говорилось: «Умышленное разрушение и разграбление материальных и духовных ценностей, особенно разрушенная мечеть в недавно освобожденном селе Мамар Губадлинского района, а также незаконное присвоение и фальсификация истории являются явным свидетельством политики агрессии».
В апреле 2021 года Генеральное консульство Азербайджана в Лос-Анджелесе представило короткометражный фильм на английском языке, посвящённый преступлениям, совершённым Арменией против Азербайджана, а также политике уничтожения культурного наследия и населённых пунктов Азербайджана. В фильме упоминалось, что из 67 мечетей, находившихся на оккупированных армянскими вооружёнными силами азербайджанских территориях, 63 были осквернены и разрушены, в том числе Зангиланская мечеть, Джума-мечеть в Агдаме и мечеть Мамар в Губадлы, где также содержали скот и свиней. Были показаны фото и видео в подтверждение этих фактов.